# Menoceras
Menoceras ist eine ausgestorbene Gattung der Nashörner und lebte im Unteren Miozän vor 23 bis 18 Millionen Jahren in Europa und Nordamerika. Die Gattung war im Vergleich zu den heutigen Nashornvertretern sehr kleinwüchsig und erreichte die Größe heutiger Schweine, gehörte aber schon zu den frühesten Vertretern der moderneren Nashörner der Unterfamilie Rhinocerotinae. Charakterisiert war sie durch zwei paarig angelegte Hörner auf der Nasenspitze. Das gehäufte Vorkommen, vor allem in den Großen Ebenen in Nordamerika lässt auf eine gesellige Lebensweise in Herden schließen, wie es heute teilweise die Pferde praktizieren.

## Merkmale
Menoceras stellt einen kleinen bis mittelgroßen Vertreter der Nashörner dar. Er erreichte eine Kopf-Rumpf-Länge von rund 180 cm – zuzüglich eines 50 cm langen Schwanzes – und eine Schulterhöhe von 100 cm. Der Nashornvertreter war somit in Größe und Gewicht vergleichbar mit heutigen Schweinen, wobei das Gewicht für die größten Tiere mit rund 250 kg angegeben wird. Charakteristisch waren die langen und schlanken Gliedmaßen und der generell recht grazile Körperbau.
Der Schädel war zwischen 35 und 47 cm lang und zeigte eine deutliche Sattelung auf der Stirn, so dass das Stirnbein konkav verlief. Die Jochbein waren häufig sehr ausladend. Das Hinterhauptsbein war leicht ausgezogen und besaß einen markanten Wulst als Muskelansatzstelle. Das Nasenbein befand sich oberhalb des Mittelkieferknochen; beide waren nicht verbunden. Als Charakteristisch erwiesen sich zwei erhobene Höcker auf der Nasenspitze, die deutlich nach vorn wölbten und eine geraute Oberfläche besaßen. Diese zeigen die Lage der Hörner an, die im Gegensatz zu den Tandemhörnern der heutigen zweihornigen Nashörner paarig nebeneinander angeordnet waren. Weiterhin wies der vordere Gesichtsbereich deutliche Kürzungen auf.
Der Unterkiefer wurde bis zu 38 cm lang und war keilartig geformt. Die Kieferknochen erreichte mehr als 7 cm Höhe, die Symphyse war allerdings recht kurz und reichte nur bis zum zweiten Prämolaren. Das Gebiss hatte nur wenige Zähne reduziert, die Zahnformel lautet: {\displaystyle {\frac {1.0.3.3}{2.0.3.3}}}. Das Milchgebiss wies allerdings zusätzlich noch den ersten Prämolaren auf. Während der obere Schneidezahn eher meißelartig gestaltet war, hatte der untere äußere eine konische Form und wurde bis zu 5 cm lang. Der innere Schneidezahn war sehr klein, manchmal auch nicht ausgebildet. Zu hinteren Bezahnung bestand ein großes Diastema. Die Prämolaren und Molaren waren deutlich niederkronig (brachyodont). Die Zahngröße nahm kontinuierlich von vorne nach hinten zu. Beide Zahntypen ähnelten sich, womit die Prämolaren charakteristisch molarisiert waren.
Das postcraniale Skelett ist aufgrund zahlreicher Funde weitgehend vollständig bekannt. Die Wirbelsäule bestand aus 7 Hals-, 19 Brust-, 5 Lenden-, 4 bis 5 Kreuzbein- und 26 Schwanzwirbel. Ausgewachsene Tiere besaßen einen Atlas, der doppelt so weit wie lang war. Sehr variabel waren die Längen der Dornfortsätze der Rückenwirbel, vor allem des ersten, der bei sehr alten Tieren häufig extrem lange und breite Ausmaße erreichte. Der Oberarmknochen war mit durchschnittlich 24 cm kurz und kräftig, wobei das untere Gelenkende eine asymmetrisch aufgebaute Form hatte, indem die innere Gelenkrolle stärker ausgeprägt war als die äußere. Allerdings war dies weniger stark ausgeprägt als bei stammesgeschichtlich älteren Formen wie Diceratherium oder Teleoceras. Der Radius wurde 25 cm lang und war, ebenso wie die Ulna relativ flach. Der Oberschenkelknochen erreichte 32 cm Länge und das Schienbein 29 cm. Die Hinterbeine waren somit deutlich länger als die Vorderbeine. Alle Gliedmaßen endeten in drei Zehen, wobei der Mittelstrahl (Metapodium III) unpaarhufertypisch am stärksten ausgebildet war. Der Mittelhandknochen wurde dabei 13, der Mittelfußknochen 12 cm lang. Die seitlich ansetzenden Zehen waren kürzer und besaßen eine leicht gebogene Form.

## Fundorte
Menoceras war vor allem in Nordamerika verbreitet, ist aber auch in Europa nachgewiesen. In Nordamerika gehört es zu den häufigsten Nashornvertretern seiner Zeit und wird dort vor allem in Nebraska, Wyoming, Texas und Florida in großer Zahl gefunden. Die fundreichsten Gebiete liegen dabei in den Großen Ebenen. Einer der bedeutendsten Fundorte ist das Agate Fossil Beds National Monument in Nebraska, wo Menoceras mit hunderten Knochenresten die häufigste Säugetierform darstellt. Die Tiere, die dort mit Miohippus, einem frühen Vertreter aus der Familie der Pferde und Daeodon, einem Mitglied der riesenhaften, schweineartigen Entelodonten vergesellschaftet sind, lebten in einer savannenartigen Landschaft und starben möglicherweise infolge einer Dürre. Ein 1920 freigelegter Sedimentblock von 1,7 mal 2,4 m enthielt allein 22 Nashornschädel und zahlreiche weitere Skelettreste. Weitere Funde entstammen der Marsland-Formation, ebenfalls im westlichen Nebraska gelegen. Die südlichsten Funde auf dem amerikanischen Kontinent sind aus Mexiko und Panama beschrieben worden. Fossilien aus Europa sind dagegen eher selten, ein bedeutender Fund ist ein nahezu vollständiger Schädel aus Wischberg bei Langental in der Schweiz. Hervorzuhebende Funde aus Deutschland stammen unter anderem aus Pappenheim.

## Paläobiologie

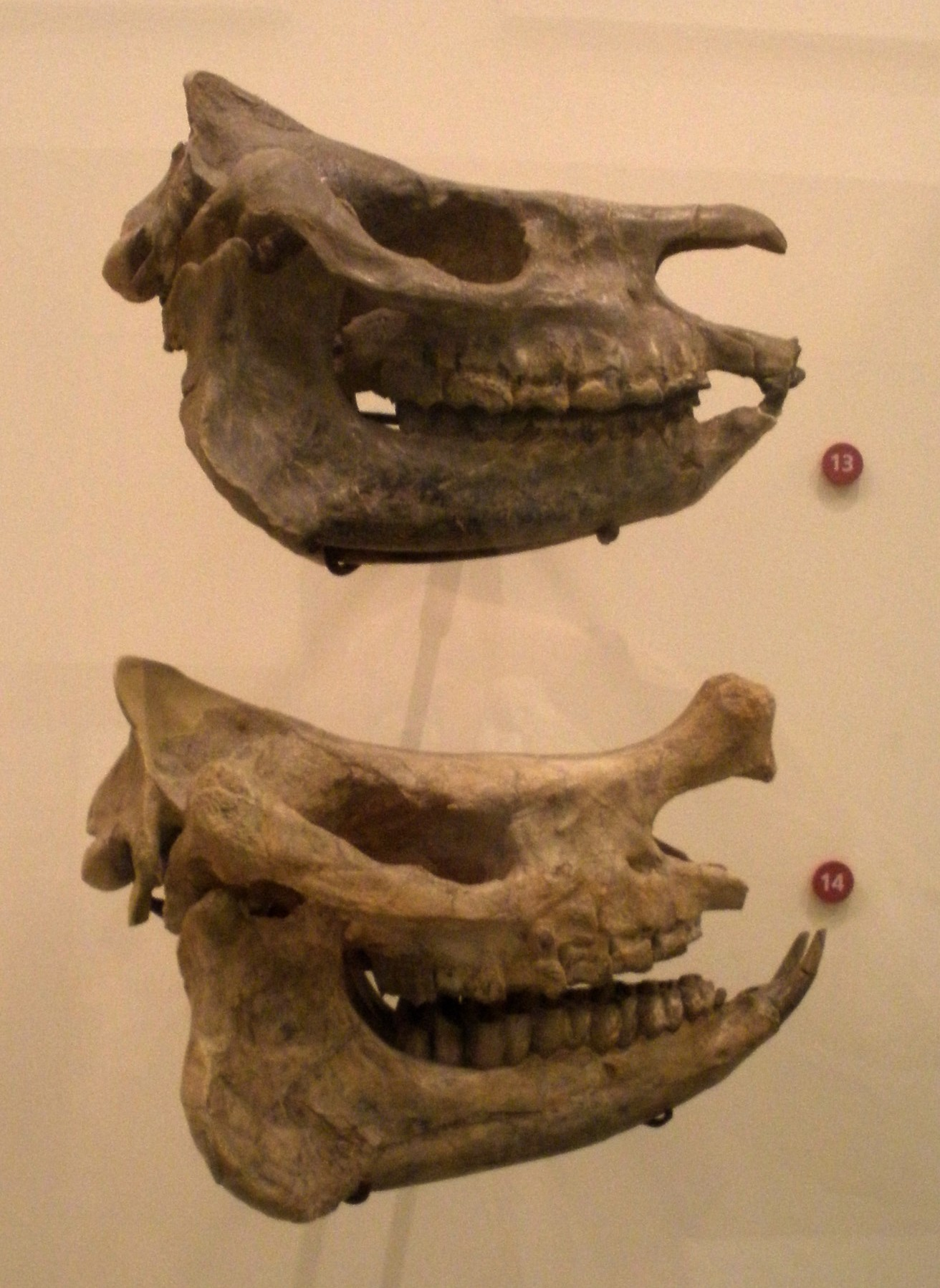
Schädel eines weiblichen (oben) und eines männlichen (unten) Vertreters von Menoceras

Die niederkronigen Backenzähne lassen auf eine spezialisierte Ernährung schließen, die weiche Pflanzennahrung wie Blätter, Rinde oder Früchte umfasste (browsing). Dies wurde mit Hilfe von Isotopenanalysen an den Zähnen bestätigt. Nahrungsgrundlage stellten dabei Büsche und niedrige Bäume dar. Zudem lassen die langen und schlanken Beine an eine eher schnellerläufige Fortbewegung denken.
Die zahlreichen Funde, vor allem aus dem Agate Fossil Beds National Monument ermöglichen einige Aussagen zum Sexualdimorphismus bei Menoceras. Während im Körperskelett kaum Größenunterschiede feststellbar sind, weisen männliche Tiere häufig massivere Schädel auf als weibliche, die häufig durch weiter ausladende Jochbögen mit rauen Oberflächen für eine kräftigere Kaumuskulatur charakterisiert sind. Markanterweise sind bei ihnen auch die Nasalknochen wesentlich breiter und die Hornansatzstellen massiver ausgebildet und stärker gerundet. Dies lässt annehmen, dass Kühe kleinere Hörner besaßen oder weitgehend hornlos waren. Auch die unteren, stoßzahnähnlichen Schneidezähne weisen markante Unterschiede in ihren Längenmaßen auf, die sich statistisch nicht überschneiden. Jene der Bullen sind massiver und mit 3 bis 5 cm Länge deutlich größer als jene der Kühe, die graziler und nur bis maximal knapp über 2 cm lang wurden. Anhand der Längenzunahme der Gliedmaßenknochen unterschiedlich alter Individuen zufolge ist bei Menoceras ein isometrisches Größenwachstum während der Individualentwicklung wahrscheinlich. Vergleichbares zeigt auch der überwiegende Teil der heutigen Großsäugetiere.
Die hohe Anzahl an Funden ließ schon forschungsgeschichtlich früh auf eine Lebensweise in Herden mit ungleicher Anzahl an weiblichen und männlichen Tieren schließen. Heute wird diese Ansicht mehrheitlich geteilt, weitere Argumente für eine derartige, für Nashörner eher ungewöhnliche Lebensweise sind die geringe Körpergröße der Tiere und der stärkere Sexualdimorphismus in Form kleinerer oder weitgehende fehlender Hörner bei weiblichen Tieren. Diese konnten ihre Jungtiere somit kaum gegen große Beutegreifer verteidigen. Gleichzeitig lebende Raubtiere waren Osbornodon und Daphoenodon aber auch das riesige, sich omnivor ernährende Daeodon (auch Dinohyus genannt). Daher wird von den meisten Experten eine gesellige Lebensweise, die von heutigen Nashörnern mit ihrer großen Körpergröße und ausgebildeten Hörnern in beiden Geschlechtern nicht bekannt ist, als Voraussetzung für ein Überleben des Nashornvertreters angesehen. Möglicherweise waren die Herden auch hierarchisch gegliedert mit dominanten Bullen an der Spitze, womit der Nachwuchs effektiver verteidigt werden konnte. Es wird auch teilweise vermutet, dass das Horn als Verteidigungswaffe gegen Feinde erst später Bedeutung erlangte, als es bei beiden Geschlechtern ausgebildet war. Bei früheren Nashorngruppen hatte es möglicherweise eine größere Funktion bei der Fortpflanzung und wurde eher bei der Partnerwahl eingesetzt.

## Systematik
Menoceras gehört innerhalb der Familie der Nashörner zur Unterfamilie der Rhinocerotinae und bildet mit der Tribus Menoceratini das basale Glied dieser modernen Gruppe. Ursprünglich wurde es aufgrund der paarigen Nasenhörner eher in die Nähe der urtümlicheren Diceratheriinae gestellt, die ein ähnliches Merkmal besitzen, jedoch weist Menoceras wesentlich modernere Entwicklungen im Skelettbau auf. Die Menoceratini stellen nach mehrheitlicher Meinung der Fachleute die Schwestergruppe der Elasmotheriini dar.
Mehrere Arten wurden von Menoceras beschrieben:
- M. arikarense (Barbour, 1906)
- M. barbouri (Wood, 1964)
- M. zitteli (Schlosser, 1902)

Andere beschriebene Arten sind synonym zu den heute gültigen. M. cooki ist identisch mit M. arikarense, während M. marslandensis und M. falkenbachi heute zu M. barbouri gestellt werden. M. barbouri ist der größere der beiden amerikanischen Vertreter, M. arikarense der kleinere und die häufigste Form im Agate Fossil Beds National Monument. M. zitteli ist weitgehend nur aus Europa bekannt.
Die Erstbeschreibung von Menoceras erfolgte 1921 durch Edward L. Troxell, der die Gattung aus Diceratherium ausgliederte, aber in ihrer taxonomischen Nähe verortete. Die Namensgebung erfolgte anhand der zahlreichen Funde aus dem Agate Fossil Beds National Monument. Der Gattungsname setzt sich aus den beiden griechischen Wörtern μένος (ménos „Stärke“) und κέρας (kéras „Horn“) zusammen und bezieht sich auf die beiden paarigen Hörner auf der Nasenspitze.
Menoceras trat erstmals im Unteren Miozän vor 23 Millionen Jahren auf und ist in Europa und Nordamerika verbreitet. Es wird angenommen, dass die nordamerikanischen Vertreter, die erstmals im spätesten Arikareean nachgewiesen sind, aus Europa einwanderten. In Europa selbst verschwand die Nashorngattung vor 20 Millionen Jahren, in Nordamerika hielt sie sich möglicherweise noch bis vor 18 Millionen Jahren (Mittleres Hemingfordian).